# Peder Björk
Peder Gustav Björk, född 29 september 1975 i Mjölby församling, Östergötlands län, är en svensk politiker (socialdemokrat). Han var kommunalråd i Sundsvall 2007-2010 och 2014-2020 (2007–2010 oppositionsråd) och är ordinarie riksdagsledamot sedan 2022, invald för Västernorrlands läns valkrets. Ledamot i Socialdemokraternas partistyrelse sedan 2025.
I riksdagen är han suppleant i finansutskottet, skatteutskottet och Nordiska rådets svenska delegation.